# Castello d’Argile
Castello d’Argile ist eine italienische Gemeinde (comune) in der Metropolitanstadt Bologna in der Emilia-Romagna. Die Gemeinde liegt etwa 19,5 Kilometer nordnordwestlich von Bologna am Reno und grenzt unmittelbar an die Provinz Ferrara. Castello d’Argile ist Teil der Unione Reno Galliera.

## Söhne und Töchter der Gemeinde
- Giuliano Sarti (1933–2017), Fußballspieler und -trainer